# Rio de San Boldo

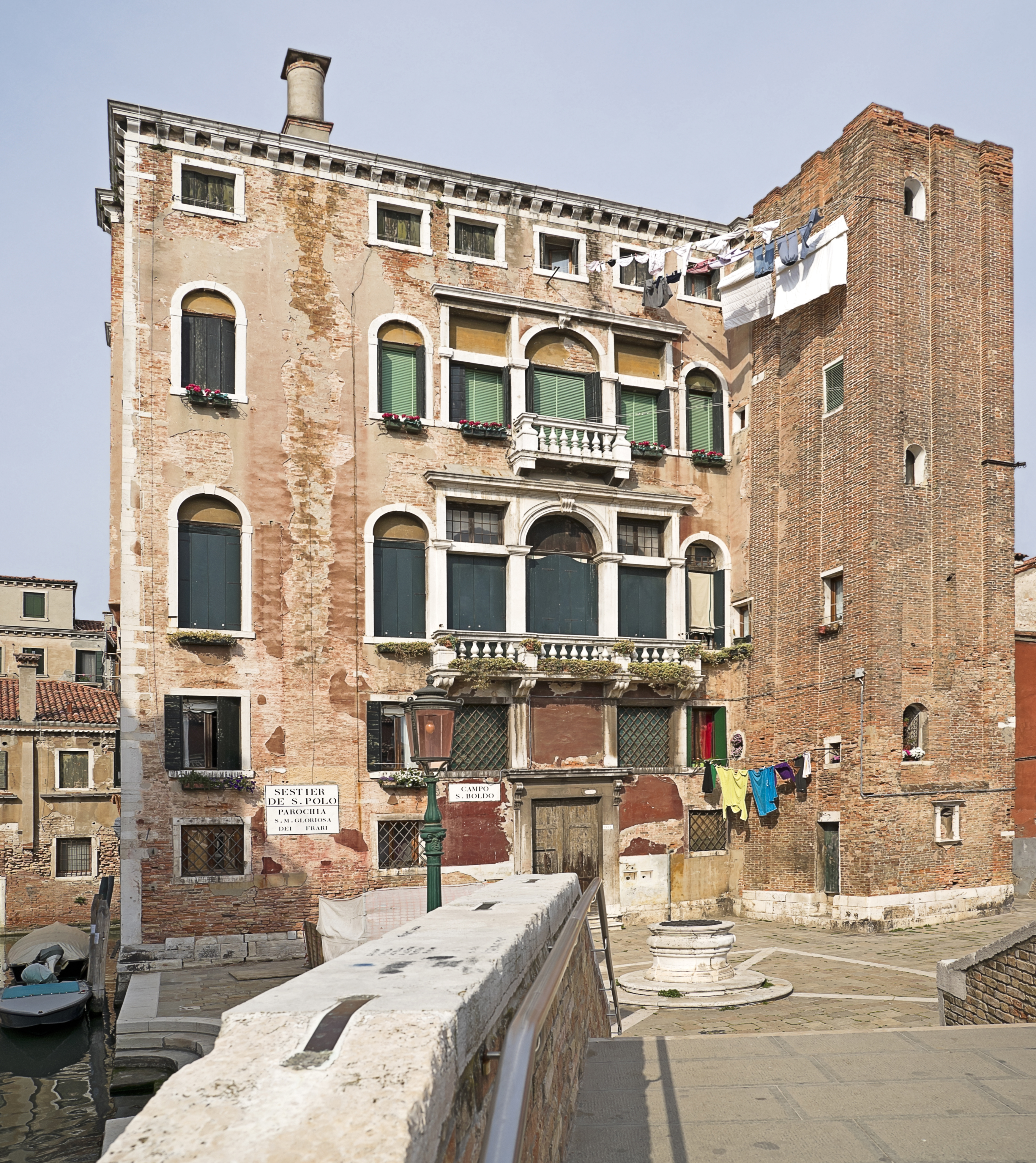
Le campanile de San Boldo

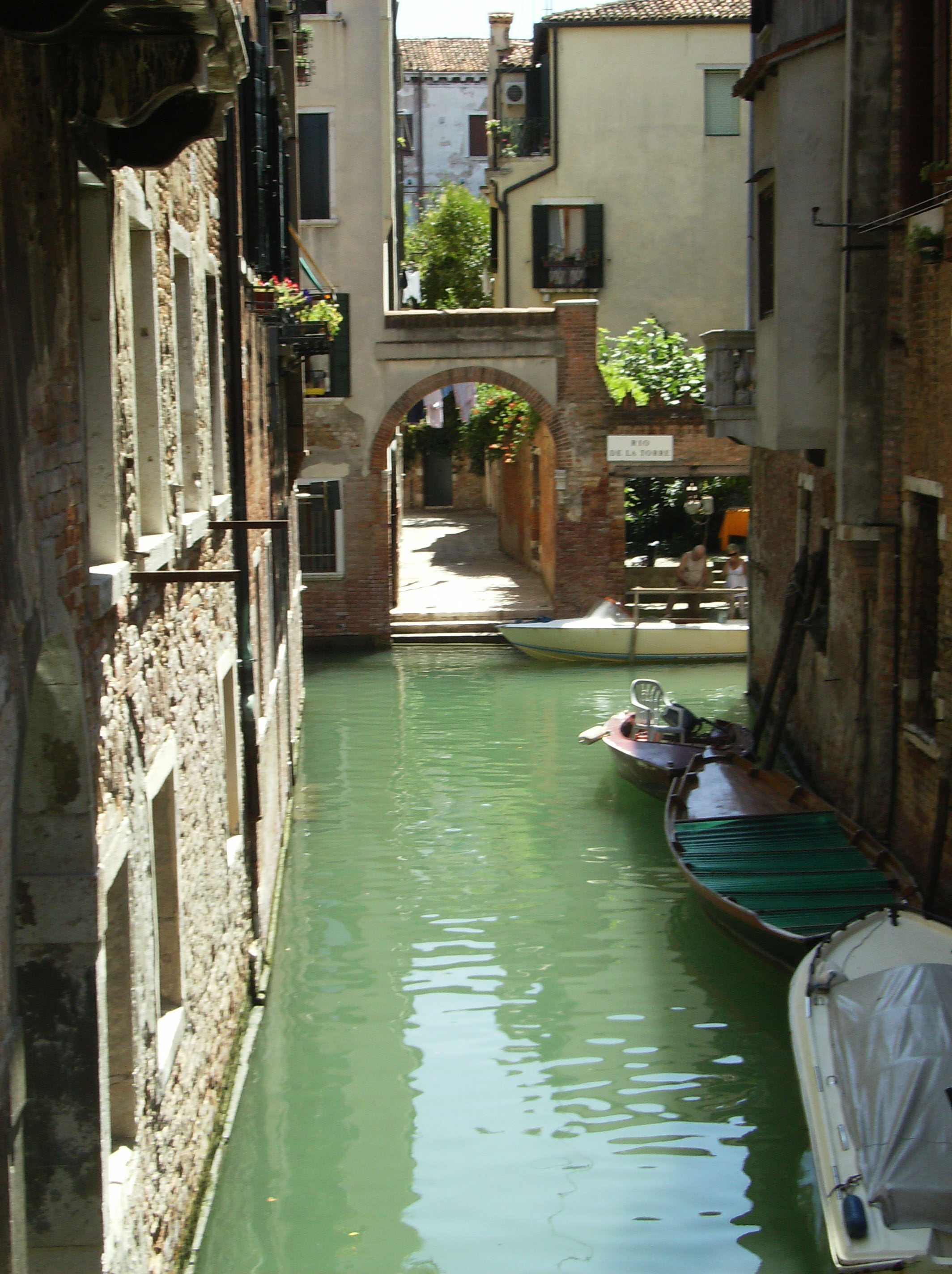
extrémité est du rio de San Boldo vu du ponte del Forner

Le rio de San Boldo (ou rio de Ponte Storto) est un canal de Venise dans le sestiere de Santa Croce, marquant la limite avec San Polo. 

## Toponymie
San Boldo est une vulgarisation vénitienne pour Sant'Ubaldo.
L'église paroissiale de Sant'Ubaldo, consacrée à l'origine à Sant'Agata par les familles patriciennes Giusto (Zusto) et Tron en 1088, fut détruite dans un incendie en 1105. Reconstruite et agrandie en 1305, elle côtoya l'hospice de Sant'Ubaldo fondée pour 12 pauvres par les conjoints Tommaso et Lorenza de Matteo de Florence d'après des testaments de 1395 et 1429, et elle en reprit le nom.
S'écroulant en 1735, elle fut reconstruite en 4 ans d'après les plans de Giorgio Massari, mais finalement fermée en 1808, et par la suite démolie en août 1826, à l'exception du campanile du XIVe siècle, maintenant attaché au Palais Businello (ou Grioni) à San Boldo sur le campo homonyme.

## Description
Le rio de San Boldo a une longueur de 140 mètres. Il part des rii de le do Torre et de San Polo en sens nord-ouest, puis nord-est vers son prolongement dans le rio del Megio.

## Situation
- Ce rio recueille les rii de la Pergola et de San Stae sur son flanc nord et prolonge le Rio de San Giacomo de l'Orio dans son tiers ouest.
- Il longe le palais Grioni au coin du rio de San Giacomo de l'Orio.

## Ponts
Ce rio est traversé par quatre ponts, d'ouest en est:

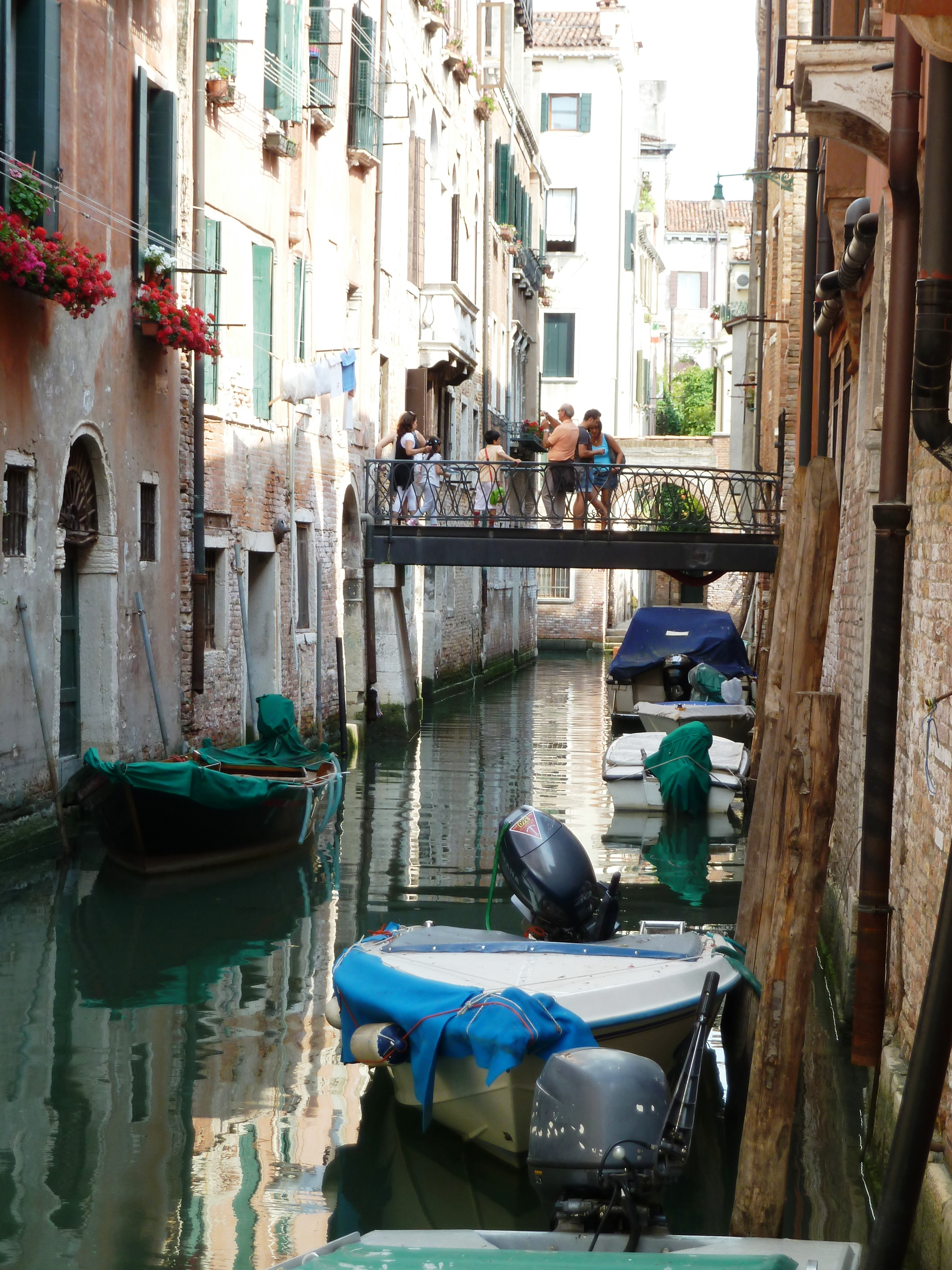
Ponte del Forner detto de Sant'Antonio reliant calle longa et Calle del Cristo
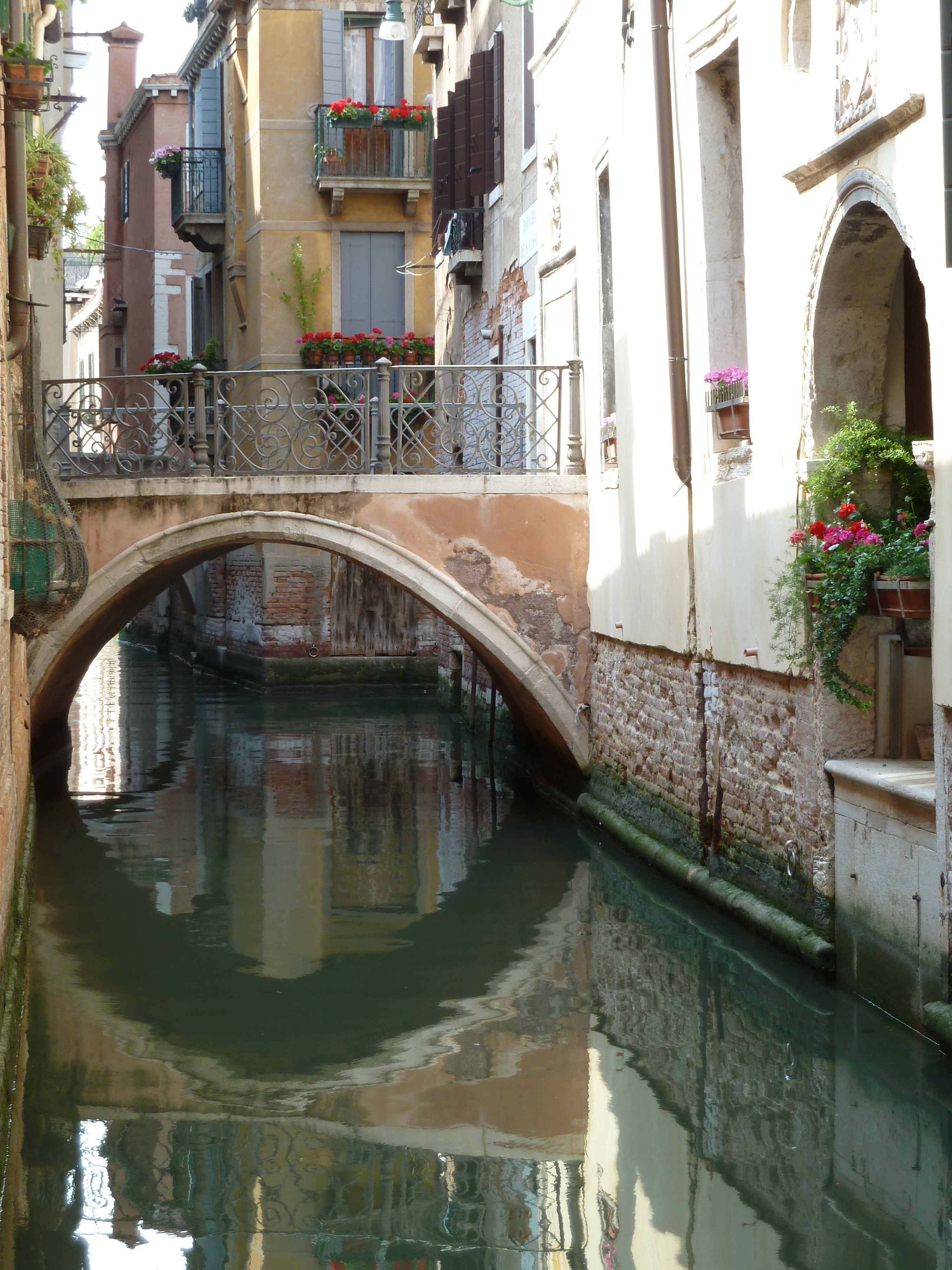
Ponte del Modena reliant calle éponyme et Salizada de la Chiesa
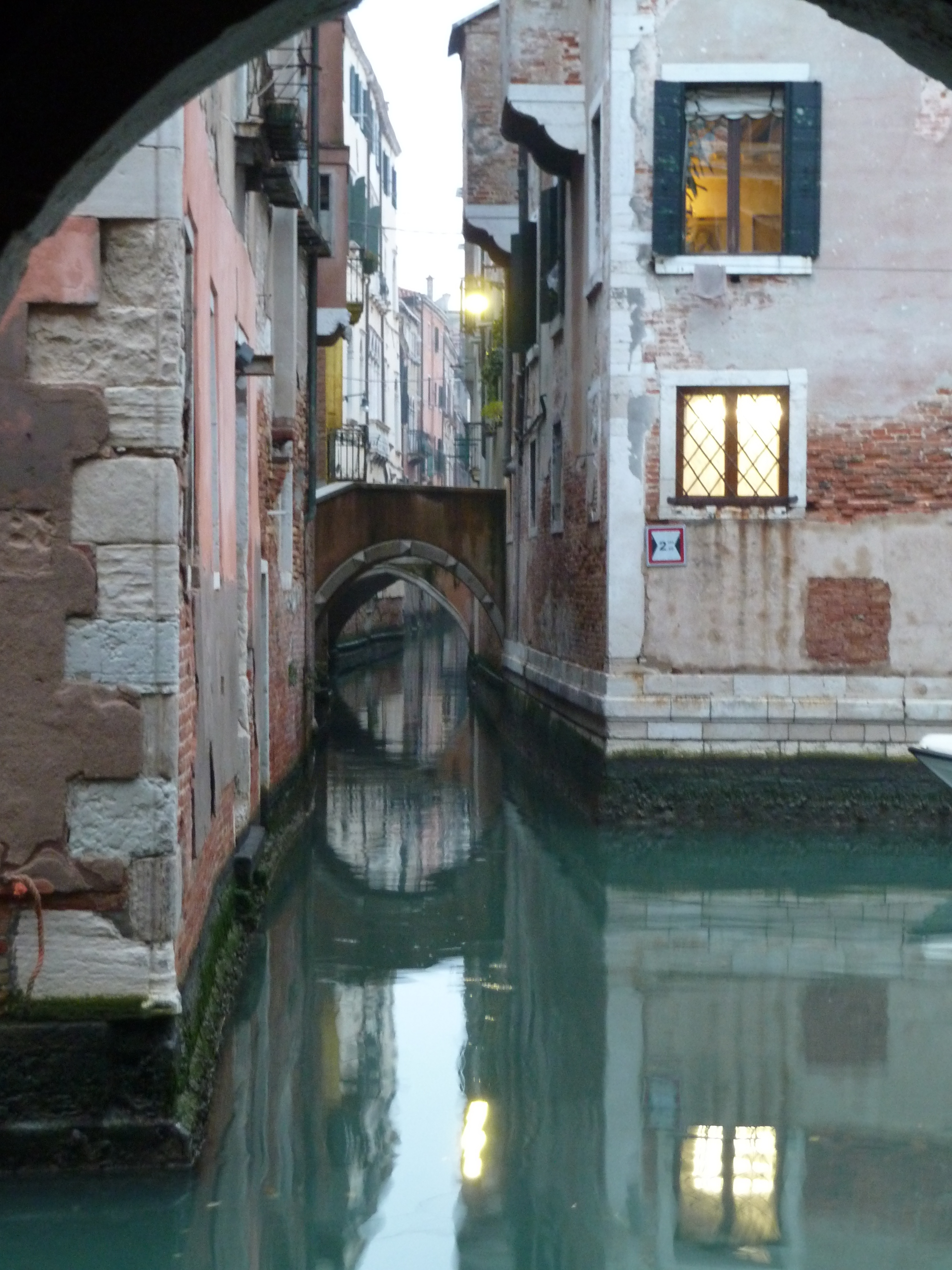
Ponte Storto reliant ramo et calle éponymes
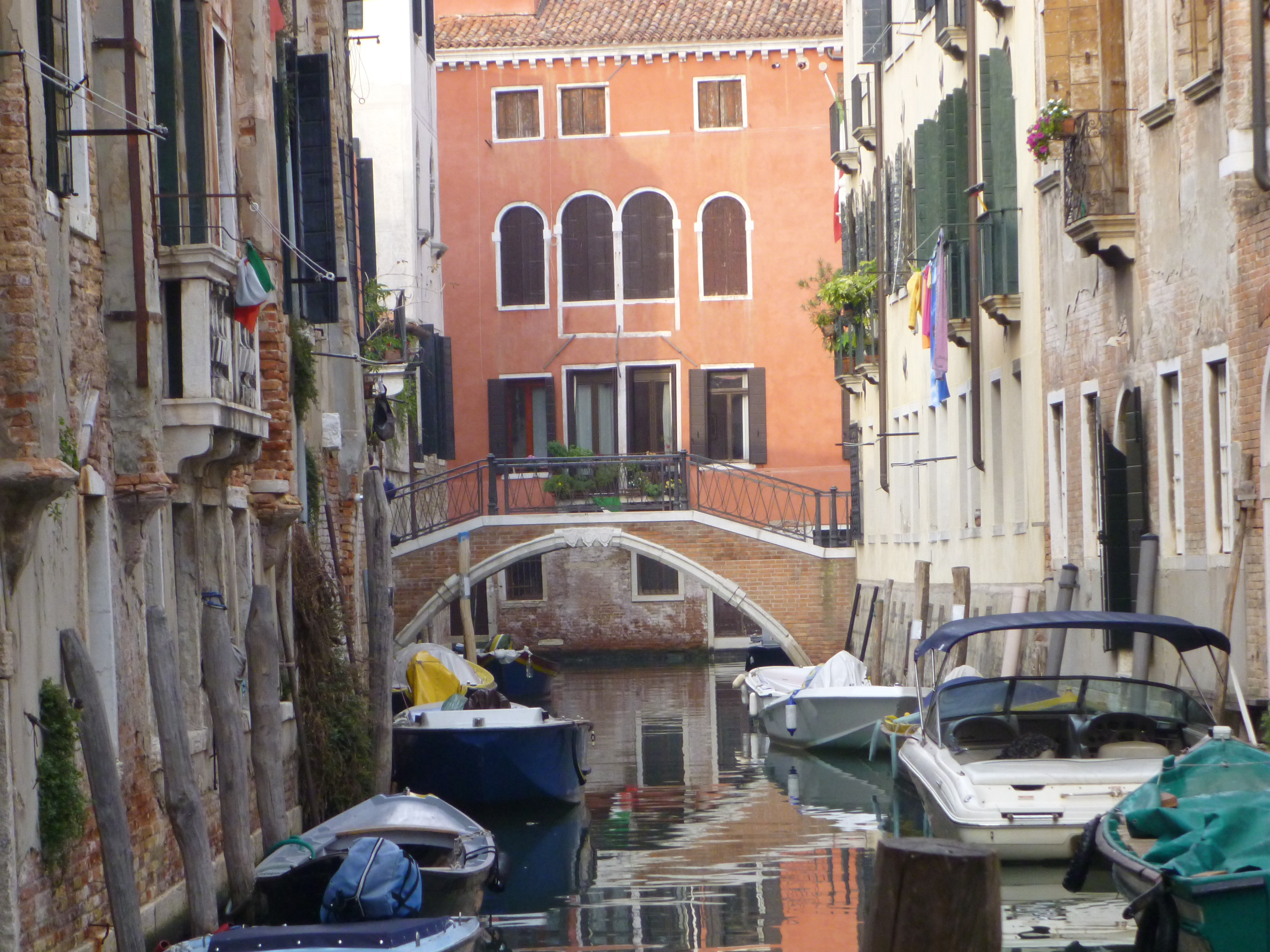
Ponte Colombo reliant calle éponyme et ramo Carminati